# Pablo Aimar
Pablo César Aimar Giordano (Río Cuarto, 3 de novembro de 1979) é um ex-futebolista argentino que atuava como meio-campista. Atualmente é auxiliar técnico da Seleção Argentina.
Quando jogador, era dono de uma técnica apuradíssima aliada a uma grande velocidade, permitindo-lhe ser um habilidoso organizador de jogadas. Possuía ainda uma grande visão de jogo, o que lhe fazia criar linhas de passe para fazer assistências aos companheiros de equipe. Atuava como um meia-ofensivo, podendo jogar pelos lados ou centralizado, sempre mais a frente distribuindo o jogo e marcando gols.

## Carreira

### River Plate
Pablo Aimar iniciou sua carreira no River Plate e, com apenas 19 anos, já era um dos ídolos do clube. O jovem fez sua estreia no Campeonato Argentino no dia 11 de agosto de 1996, e marcou o seu primeiro gol no dia 20 de fevereiro de 1998, em um jogo contra o Rosario Central. Pelos Los Millonarios, Aimar jogou ao lado do atacante Javier Saviola, com quem viria a jogar futuramente no Benfica.

### Valencia
Na temporada 2000–01 foi negociado com o Valencia, onde recebeu a camisa 21 e pôde demonstrar um bom futebol. Deixou o clube na temporada 2006–07 e até hoje é um dos maiores ídolos dos Los Che.

### Zaragoza
Transferiu-se na temporada 2006–2007 para o Zaragoza, onde jogou com a camisa 8 durante dois anos. Este foi o período mais conturbado da carreira do meia argentino, devido a constantes lesões.

### Benfica
Depois de duas temporadas no Zaragoza marcadas por sucessivas lesões e fraco rendimento desportivo, na pré-temporada de 2008–09, Aimar assinou um contrato de quatro anos com o Benfica, onde herdou a camisa 10 de Rui Costa. A transferência rendeu ao Zaragoza cerca de 6,5 milhões de euros, passando desta forma o clube português a deter 100% dos direitos desportivos do jogador. A primeira temporada no clube lisboeta não correu muito bem, mas na temporada seguinte (2009–10) brilhou juntamente com o seu velho amigo Saviola.
Nessa mesma temporada, Aimar deu mostras da sua classe e do porquê de Diego Maradona, "El Pibe", afirmar que "o único jogador por quem valia a pena pagar bilhete era Pablo Aimar. No jogo da terceira jornada do Campeonato Nacional, Aimar marcou um gol de levantar o estádio ao Vitória de Setúbal quando recuperou a bola junto à área do adversário, passou a bola por cima da defesa e marcou no mano a mano com o goleiro. O seu outro grande momento aconteceu quando saiu do banco para desempatar e espalhar o perfume da sua magia contra o Sporting, inclusivamente fechando a contagem com uma jogada espetacular em que driblou o jovem goleiro do Sporting, Rui Patrício. Nesse ano, ajudou o Benfica a vencer o campeonato nacional e a Taça da Liga.
Começou a pré-temporada 2010–2011 com grande vontade, marcando dois gols. Aimar começou a estar numa grande forma nessa temporada depois do jogo com o Setúbal onde Aimar demonstrou uma qualidade inegável, manteve-se a um nível excepcional fantástico e marcou um gol. No jogo contra o Paços de Ferreira, Aimar abriu a contagem tendo recebido a bola antes da linha de meio-campo; ele fintou três marcadores e bateu forte, sem chances para o goleiro adversário. Foi um gol que fez levantar o Estádio da Luz e inclusive fez lembrar Maradona, que no dia seguinte faria 50 anos.
Com a possível perda de capitães como Nuno Gomes, o nome de Aimar apareceu como um dos possíveis sub-capitães da equipe, devido à sua experiência e liderança dentro de campo e também fora dele. No dia 17 de abril de 2011, contra o Beira-Mar, o craque argentino usou a braçadeira de capitão pela primeira vez, num jogo em que o técnico Jorge Jesus deixou os os jogadores mais experientes no banco de reservas. Nesta partida Aimar chegou a marcar um gol, porém foi anulado.
Foi nomeado sub-capitão, começou a temporada de 2011–12 com grandes exibições, ajudando o Benfica a se qualificar para a Liga dos Campeões. Nesta mesma competição fez um gol contra o poderoso Manchester United, qualificando assim o Benfica para as oitavas-de-final.
Iniciou a temporada seguinte (2012–13) com boas atuações, mas depois de uma queda de rendimento, anunciou sua saída do clube português no dia 7 de junho de 2013.

### Johor DT
No dia 13 de setembro de 2013, Pablo Aimar anunciou que estava se transferindo para o Johor DT, da Malásia. O ex-jogador do Benfica assinou um contrato válido por cinco anos. Marcou seu primeiro gol pelo clube no dia 29 de janeiro de 2014, no empate de 2 a 2 contra o Singapore Lions. Posteriormente, no dia 21 de abril, foi dispensado por problemas físicos.

## Seleção Nacional
Jogou pela Seleção Sub-17 e faz parte da Seleção principal da Argentina, disputando a Copa do Mundo de 2002, na Coreia e no Japão, e a Copa do Mundo de 2006, na Alemanha, vestindo a camisa 16.
Posteriormente, após viver grande fase no Benfica, foi convocado pelo então técnico da Argentina, Diego Maradona, para os jogos decisivos da Eliminatórias Sul-Americanas para a Copa do Mundo de 2010, na África do Sul. Aimar atuou em dois jogos: contra o Peru, no dia 10 de outubro de 2009, onde foi titular e fez uma grande partida, e contra o Uruguai, no dia 14 de outubro.

## Títulos
River Plate
- Supercopa Sul-Americana: 1997
- Campeonato Argentino: 1997 (Apertura), 1998 (Apertura) e 2000 (Clausura)

Valencia
- La Liga: 2001–02 e 2003–04
- Copa da UEFA: 2003–04
- Supercopa da UEFA: 2004

Benfica
- Taça da Liga: 2008–09, 2009–10, 2010–11 e 2011–12
- Primeira Liga: 2009–10

Seleção Argentina
- Campeonato Sul-Americano Sub-20: 1997 e 1999
- Copa do Mundo FIFA Sub-20: 1997

### Prêmios individuais
- Melhor jogador sul-americano do Campeonato Espanhol (Troféu EFE) na temporada 2005–06
- Terceiro melhor jogador do campeonato sul-americano na Espanha (Troféu EFE) na temporada 2001–02
- Equipe Ideal da América: 1999 e 2000

### Artilharias
- Eusébio Cup: 2011 (1 gol)